# سولر راود وايز
الطرق الشمسية إنكوربوريتد (بالإنجليزية: Solar Roadways)‏هي شركة أمريكية مقرها في ساندبوينت بولاية أيداهو تهدف إلى تطوير لوحات طرق تعمل بالطاقة الشمسية لتشكيل الطريق السريع الذكي.
تجمع تقنيتهم لإثبات المفهوم بين سطح القيادة الشفاف والخلايا الشمسية الأساسية والإلكترونيات وأجهزة الاستشعار لتكون بمثابة مجموعة شمسية ذات قدرة قابلة للبرمجة. تصنع ألواح الطرق من مواد معاد تدويرها وتتضمن خلايا ضوئية.  لقد تلقى المشروع انتقادات فيما يتعلق بجدواه وكفاءته مقارنةً بالمنشآت التقليدية للألواح الشمسية.

## التاريخ

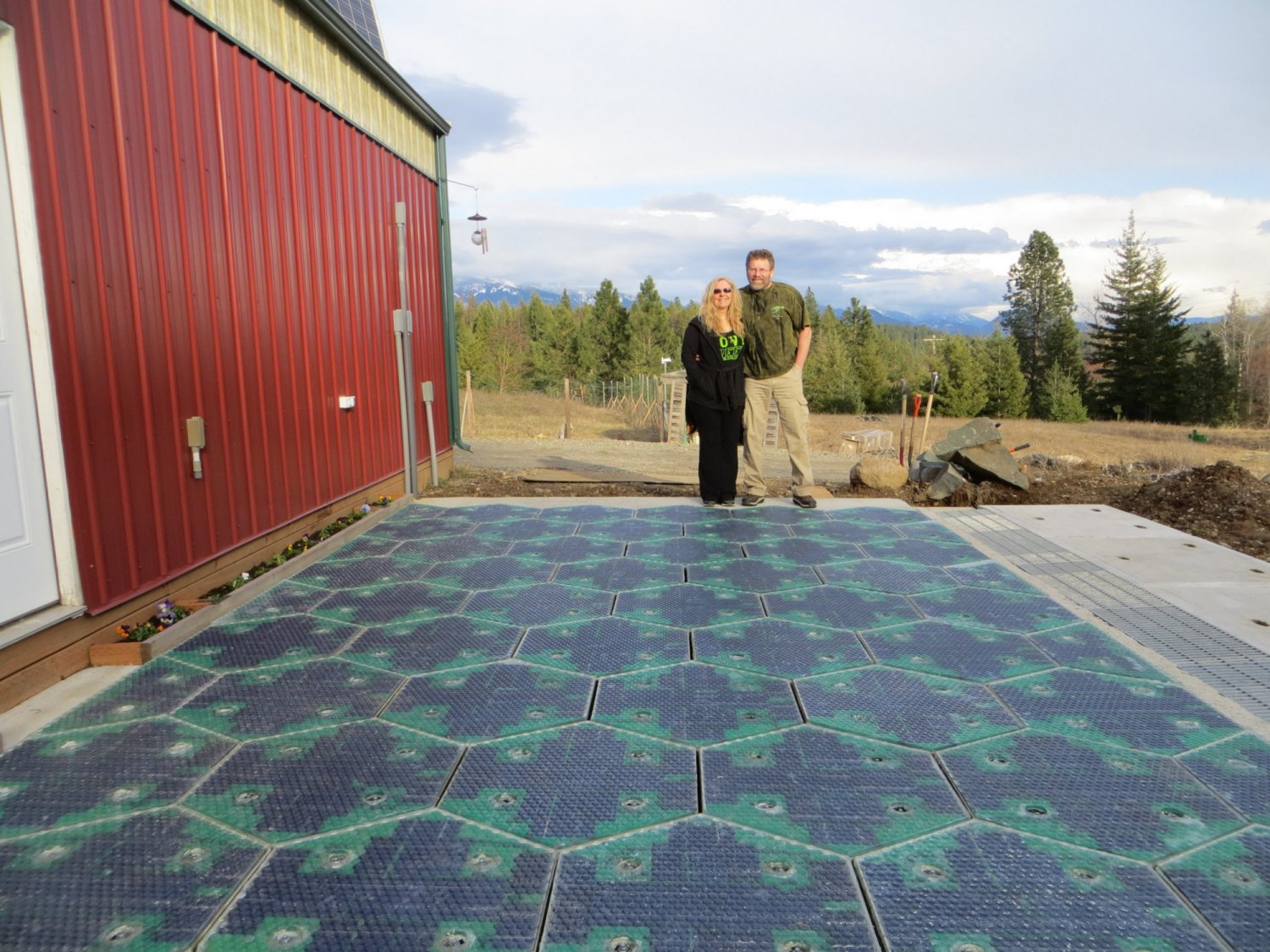
نماذج لوحة الطريق الشمسية

أسس سكوت وجولي بروساو الشركة عام 2006، مع تعيين سكوت كرئيس ومدير تنفيذي. لقد تصوروا استبدال أسطح الإسفلت بألواح شمسية هندسية هيكلية قادرة على تحمل حركة مرور المركبات.  سيتطلب النظام المقترح تطوير زجاج قوي وشفاف وتنظيف ذاتي مع خصائص الجر ومقاومة الصدمات اللازمة بتكلفة تنافسية.
في عام 2009، تلقت الشركة منحة قدرها 100000 دولار أمريكي الأبحاث الابتكار في مجال الأعمال الصغيرة (SBIR) من وزارة النقل بالولايات المتحدة (USDOT) للمرحلة الأولى لتحديد جدوى المشروع المقترح. في عام 2011، تلقت الشركة منحة بقيمة 750,000 دولار من SBIR من وزارة النقل للمرحلة الثانية لتطوير وبناء موقف للسيارات بالطاقة الشمسية؛  من ذلك، بنوا ساحة انتظار السيارات مغطاة بألواح شمسية سداسية مغطاة بالزجاج فوق قاعدة خرسانية، ويتم تسخينها لمنع تراكم الثلوج والجليد، مع مصابيح LED لإلقاء الضوء على خطوط الطريق وعرض الرسائل. وفقا ل بروساو، يمكن للوحات تحمل 250,000 رطل (110,000 كـغ).
في أبريل 2014، بدأت الشركة حملة للتمويل الجماعي في اندياغوغو لجمع الأموال حتى يتمكنوا من إدخال المنتج في الإنتاج. جمعت الحملة 2.2 مليون دولار وأصبحت حملة اندياغوغوالأكثر شعبية على الإطلاق من حيث عدد المؤيدين الذين جذبتهم.  ويعزى هذا النجاح جزئيا إلى تغريدة قام بها الممثل جورج تاكي، بسبب أكثر من 8 ملايين من أتباعه.  أصبح أحد مقاطع فيديوهات بروساوفيروسيًا، مع أكثر من 20 مليون مشاهدة اعتبارًا من نوفمبر 2015.  في ديسمبر 2015، أعلنت وزارة النقل الأمريكية أنها منحت الشركة عقدًا من المرحلة الثانية لابحاث الابتكار للشركات الصغيرة لتعزيز أبحاثهم.  في عام 2016، تم إعطاؤهم 750,000.00 دولار إضافي 
كان أول تركيب عام في ميدان البلدة جيف جونز في ساندبوينت بولاية أيداهو. تم فتحه للجمهور في 30 سبتمبر 2016. بوصفه مشروعا تجريبيا تم تركيبه للممرات فقط. يتكون هذا التثبيت من 30 لوحة من طرق شمسية SR3 تغطي مساحة حوالي 150 قدم مربع (14 م2) . بلغت تكلفة هذا التثبيت حوالي 60,000 دولار، وتأتي معظم الأموال من منحة مقدمة من وزارة التجارة في ولاية أيداهو (47.134 دولارًا)، ومنحة بقيمة 10,000 دولار من وكالة ساندبوينت للتجديد الحضري. تم تثبيت كاميرا ويب لبث عرض التثبيت.تولد 30 بلاطة في ساندبوينت طاقة التي يتم إدخالها في عداد الكهرباء في ساحة جيف جونز تاون، بمتوسط حوالي 10 واط اعتبارا من أغسطس 2018.
في ديسمبر 2018، أغلقت الشركة التثبيت التجريبي SR3 في ساندبوينت بعد أن بدأت بعض المشاكل في الظهور. بدأت بعض ألوان LED تتلاشى بشكل غير متوقع، وتسبب الثلج في حدوث مشكلات لعناصر التسخين بسبب الشرائط المعدنية التي تغطي الفجوة بين الألواح. قال سكوت بروساو إن الشركة ستقوم بتثبيت أحدث نماذج SR4 في عام 2019 دون تكلفة على المدينة. SR4 مجهزة بشرائط مطاطية للتخفيف من مشاكل توزيع الحرارة.
في يونيو 2019، أعلنت الشركة عن عملية تثبيت تجريبية ثانية في بالتيمور بولاية ماريلاند. سيكون عرض 36 لوحة من طراز SR4 الجديد المثبت في الوجهة السياحية للميناء الداخلي. أبرمت الشركة أيضًا اتفاقًا مع شركة مصنعة لزيادة الإنتاج الذي كان يقتصر على ثلاث لوحات يوميًا.

## نقد
في عام 2014، أعرب جوناثان ليفين، أستاذ التخطيط الحضري بجامعة ميشيغان، عن شكوكه بشأن الجدوى السياسية للمشروع على المستوى الوطني. ومع ذلك، اقترح أن مدينة واحدة قد تكون قادرة على نشر هذا المفهوم في حالة اختبار محدودة مثل موقف للسيارات.
أشار الصحفي ديفيد بييلو، الذي يكتب في مجلة ساينتفك أمريكان، إلى الصعوبات التي يواجهها المشروع في التعامل مع القيود المادية، لا سيما في اختياره لجعل سطح الألواح من الزجاج، والذي «يجب أن يكون خففًا، وذاتي التنظيف، وقادر على نقل الضوء إلى الطاقة الشمسية الفلطاضوئية أدناه في ظل ظروف صعبة، من بين الخصائص الأخرى - نوع من الزجاج غير موجود حتى الآن.» 
أشار سيباستيان أنتوني في إكسترامتاك إلى أن تكلفة استبدال جميع الطرق في الولايات المتحدة بألواح الطرق الشمسية ستصل إلى 56 تريليون دولار تقريبًا، بناءً على تقدير سكوت بروساوتكلفة 10,000 دولار لكل مساحة 12 × 12 قدم (3.7 م × 3.7 م). ذكر إعلان وزارة النقل الأمريكيةعن اتمويل للمرحلة II ب في ديسمبر 2015 أنه نظرًا لأن الخلايا الشمسية لا تزال تصنع يدويًا، فإنها «مكلفة للغاية لإنتاجها». 
قدم فيل ميسون، الكيميائي البريطاني الذي يدير مدونة يوتيوب، حجة مشابهة حول التكلفة، مضيفًا شكوكه حول الجر على سطح زجاجي. أجرت شركة الطرق الشمسيةاختباراتها المختبرية الخاصة باستخدام أداة اختبار مقاومة بالبندول البريطانية، كان الملمس «كافياً لإيقاف مركبة تسير بسرعة 80 ميلاً في الساعة (129 كيلو في الساعة) على سطح مبلل في المسافة المطلوبة». علق إريك ويفر، مهندس وزارة النقل الأمريكية، على اختبارات السلامة في الشركة، قائلاً: «لا يمكننا القول إنها ستكون آمنة لحركة مرور المركبات على الطرق. هناك حاجة إلى مزيد من تقييم حركة المرور الميدانية لتحديد أداء السلامة والمتانة.» 

## قائمة الجوائز والأوسمة
- جائزة مجتمع جنرال إلكتريك لعام 2010 بقيمة 50,000 دولار.[24]
- 2014 العلوم الشعبية . واحدة من 7 «أفضل ما هو جديد» فئة الهندسة في مقالة «100 أعظم الابتكارات للعام 2014».[25]

## روابط خارجية
- الموقع الرسمي